# La 1
La 1 (La Uno) est une chaîne de télévision publique espagnole appartenant à Televisión Española, entreprise dépendant de la société de radio-télévision nationale Radiotelevisión Española (RTVE). Lancée le 28 octobre 1956, elle a porté successivement les noms de VHF, Primer Programa, Programa Nacional, Primera Cadena, TVE 1 et La Primera, avant d'être renommée La 1 en 2008. Elle fut l'unique chaîne de télévision du pays jusqu'en 1965, date de création de TVE 2.
Comptant sur une programmation généraliste, elle met l'accent sur l'information, notamment au travers des trois éditions du Telediario (journal télévisé), sur la création (séries et documentaires) et sur le divertissement (films, variétés).
La Uno est comprise dans le multiplex de RTVE de la télévision numérique terrestre espagnole (DVB-T), par satellite (crypté) et sur les réseaux câblés espagnols. Certaines émissions (hors films et retransmissions sportives) sont diffusées en streaming sur internet. De plus, la plus grande partie des programmes de La 1 sont repris en direct ou en différé sur TVE Internacional, disponible dans le monde entier.

## Histoire de la chaîne

### Les prémices de la télévision espagnole
La première expérience de télévision en Espagne remonte à 1948, durant une exposition de technologie au Palais de Montjuic à Barcelone, où la firme Philips Ibérica installe une caméra reliée par câble à un moniteur situé à une trentaine de mètres. Le premier “programme” en période d'essais techniques eut une durée de 20 minutes, et il fut présenté par l'acteur Ángel de Andrés. La Radio Corporation of America retransmit una corrida en août 1948 depuis le Cercle des Beaux-Arts. Différents essais techniques se succèdent.
Après ces premières expériences, dès le 1er novembre 1950, les premières émissions expérimentales sont réalisées depuis un laboratoire de la RNE situé au Paseo de la Habana de Madrid. Ces émissions étaient captées uniquement par 15 téléviseurs.
En octobre de 1952 des horaires de programmes sont fixés, et ils dureront jusqu'à l'innauguration officielle en 1956. Ces émissions dépendaient de RNE, raison pour laquelle elles recevaient le nom de Televisión de Radio Nacional de España. Les programmes étaient produits sur commande une fois par semaine.
Le 13 février 1953 les émissions commencent à se produire deux jours par semaine et ils durent de deux à trois heures par jour.
Le 24 octobre 1954, utilisant les équipements cédés par la société Marconi et avec le personnel technique du Laboratoire Électronique de la Direction Générale de la Radiodiffusion, du Ministère de l'Information et du Tourisme récemment créé, la Televisión de RNE retransmet le premier évènement sportif télévisé en Espagne. Il fut filmé par trois volumineuses caméras et commenté par Matías Prats Cañete: un match de football entre le Real Madrid et le Racing de Santander depuis l'ancien stade madrilène de Chamartín. Une vingtaine de hauts dignitaires franquistes ont le privilège de suivre cette rencontre sur des téléviseurs très onéreux.
La Televisión de RNE offrait aux téléspectateurs des programmes musicaux, des magazines, des espaces dramatiques, des films, des entretiens télévisés et un journal télévisé enregistré préalablement. À partir de l'automne 1955, les contenus s'amplifient. Les mardis la télévision émettait des programmes pour les adultes, et les jeudis des programmes pour les enfants.Les essais techniques se poursuivent jusqu'au mois d'octobre 1956.

### Inauguration de Televisión Española
Televisión Española (TVE) commence ses émissions régulières le 28 octobre 1956, depuis ses studios situés sur le Paseo de La Habana, à Madrid. À ses débuts, TVE est un organisme gouvernemental dépendant de la Direction Générale de Radiodiffusion et Télévision du Ministère de l'information et du tourisme, dirigée à cette époque par Gabriel Arias-Salgado. Le nouveau média est confié à Jesús Suevos Fernández, un des fondateurs de la Phalange en Galice.
Le début des émissions commence à 20 heures 30. Les programmes débutent par une intervention du ministre Arias Salgado et du directeur de la chaîne. Gabriel Arias Salgado commence son discours par ces quelques mots :
« Aujourd'hui dimanche 28 octobre, jour du Christ-Roi, a qui tous les pouvoirs ont été donnés dans les cieux comme sur terre, nous inaugurons les nouveaux studios de la télévision espagnole »
La bénédiction des studios est ensuite retransmise en direct, suivie, après un bref intermède musical, d'un documentaire produit par le NO-DO, d'une exhibition de danses régionales par les Chœurs et Danses de la Section Féminine, puis d'un récital de piano. Cette première émission de la télévision nationale s'interrompt un peu après minuit. Le système de vidéocassettes n'étant pas encore au point, ces premiers instants ne sont pas disponibles dans les archives, à l'exception de quelques enregistrements faits par le NO-DO.
Ces premières images ne peuvent être reçues qu'en quelques endroits de la capitale espagnole, bien que la presse rapporte que le signal de la télévision espagnole puisse être capté dans un rayon de 60 kilomètres autour de Madrid. À cette époque, peu de gens disposaient d'un téléviseur, dont le prix avoisinait les 30 000 pesetas — un prix considérable qui le rendait inaccessible au grand public. Le nombre de postes de télévision était alors d'environ 600 dans l'ensemble du pays. Seuls quelques familles aisées et les caciques du régime franquiste disposaient de ce nouveau média, appelé à révolutionner les habitudes des Espagnols dans les années qui suivront. Au cours des premiers mois, la grille des programmes est encore très limitée, et se résume à trois heures d'émissions quotidiennes, de 21 heures à minuit.

### Développement de la télévision
À ses débuts, Televisión Española se distinguait de certains de ses homologues européens par le fait que son financement n'était pas dû à la perception d'une redevance, au contraire du Royaume-Uni (BBC) ou de l'Italie (RAI). Les recettes de la chaîne étaient basées sur un système de financement mixte (financement par l'État pour une part, et par des pages de publicité pour le reste). Le premier espace publicitaire — une réclame pour la marque Westinghouse — est ainsi diffusé en 1957. Les premiers spots publicitaires sont d'abord réalisés en direct puis, par la suite, préalablement enregistrés. Cette même année, la chaîne cesse toute émission pendant les vacances d'été, provoquant une petite vague de protestation de la part des premiers téléspectateurs : cette initiative ne sera plus jamais reproduite.

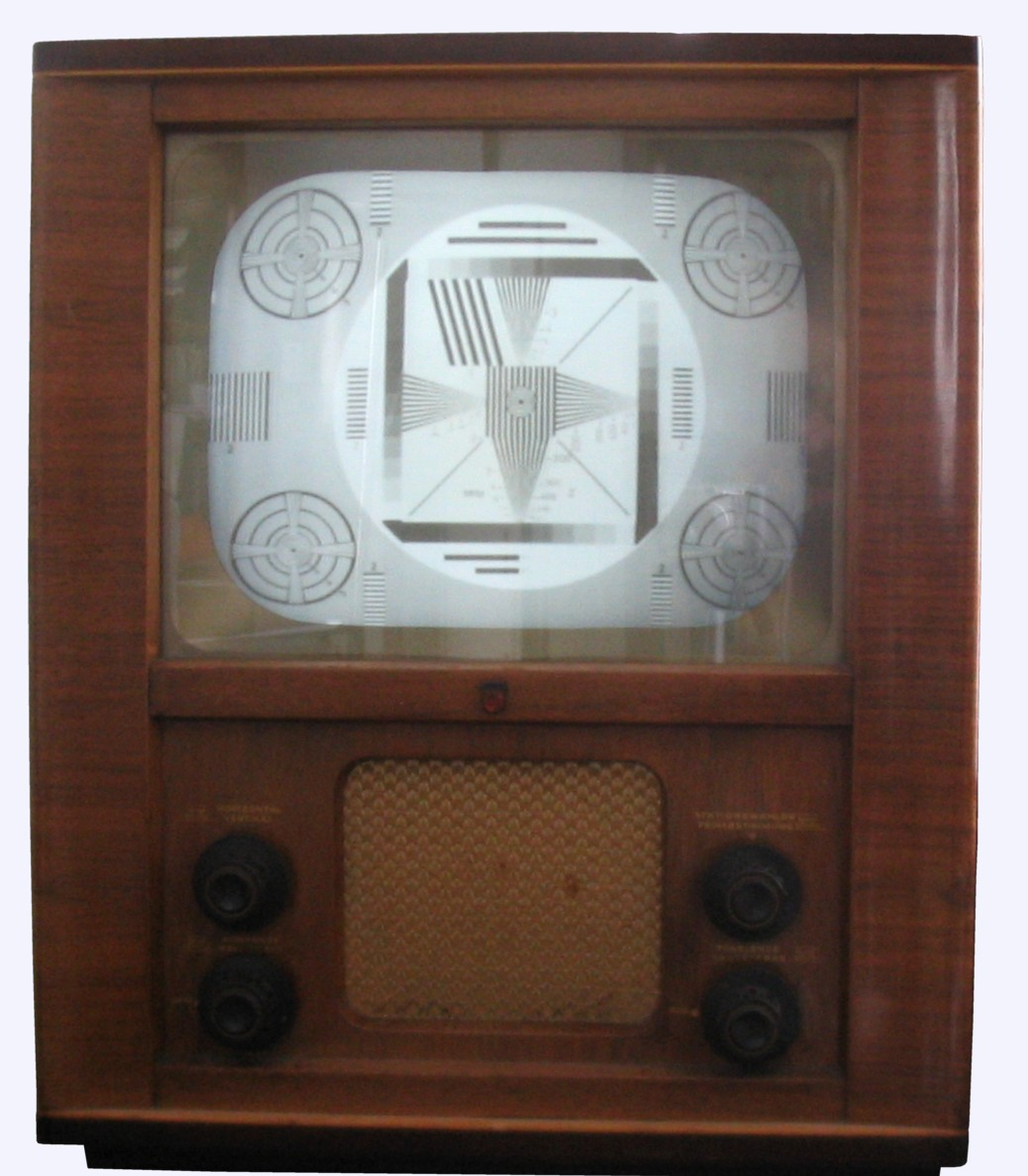
Un poste de télévision Philips TD141OU (1952)

Au fil des ans, Televisión Española améliore sa programmation avec l'arrivée de nouvelles émissions, parmi lesquelles le jeu télévisé Preguntas al espacio, présenté par Laura Valenzuela, un des premiers « visages » connus de la télévision nationale. Une véritable révolution a lieu au mois de septembre 1957, avec la mise en place d'un premier journal télévisé, baptisé Telediario. Jusqu'alors, les informations de la TVE consistaient en reprises du NO-DO, véritable « institution » pendant la dictature franquiste. Diffusé quotidiennement à 14 heures 30, il est repris ensuite en soirée. La majorité des programmes — consistant essentiellement en informations, variétés et œuvres dramatiques — sont encore réalisés en direct depuis les studios du Paseo de La Habana, centrés autour d'un plateau de 100 mètres carrés. La situation change en 1958, avec l'apparition d'une première série enregistrée américaine, Investigador Submarino (Remous). D'autres productions américaines viennent la rejoindre ultérieurement, comme Perry Mason et Te quiero Lucy (I Love Lucy). Ces séries sont doublées en espagnol par des sociétés portoricaines jusqu'au début des années 1960, et par des sociétés espagnoles par la suite.
Au mois de février 1959, un réseau de réémetteurs est mis en place dans plusieurs grandes villes du pays. Les studios de Miramar — TVE Cataluña — sont inaugurés le 15 septembre, Barcelone devenant la deuxième ville d'Espagne à pouvoir recevoir la télévision. Un mois plus tard, un réémetteur de grande puissance est installé à Alto de Guarramillas, dans la Sierra de Guadarrama (Madrid); il permet d'amplifier les signaux de Televisión Española et « d'arroser » une grande partie de la Castille. Des réémetteurs sont mis en place progressivement à Valence, Saragosse et Bilbao (1960), à Saint-Jacques-de-Compostelle et Séville (1961), à Murcie (1962), puis, au fil du temps, dans les autres capitales provinciales. En 1964, un émetteur est installé aux Îles Canaries — TVE Canarias —, fonctionnant de façon autonome jusqu'en 1971.
Dans le même temps, TVE réalise ses premières transmissions internationales au travers de l'Union européenne de radio-télévision (UER) — organisme auquel Radio Nacional de España est affilié depuis 1955. Le premier événement important couvert par la chaîne est la visite en Espagne du président américain Dwight D. Eisenhower. L'entrée définitive de Televisión Española dans l'UER intervient en 1960, année durant laquelle la chaîne retransmet le mariage de Fabiola de Mora y Aragón avec Baudouin Ier, roi des Belges. Un an plus tard, l'Espagne fait ses premiers pas au concours eurovision de la chanson.
Le développement de TVE se voit entravé par le faible nombre de postes de télévision, produits importés et soumis à un impôt sur les produits de luxe. Cette situation change à partir de 1962, avec l'arrivée au Ministère de l'information de Manuel Fraga Iribarne et la nomination de Jesús Aparicio-Bernal comme directeur de la chaîne. La nouvelle direction impulse une dynamique qui conduit, entre autres, à la construction des studios de Prado del Rey, inaugurés le 18 juillet 1964 en présence de Francisco Franco. Ces installations modernes comptent plusieurs plateaux et un équipement technique « dernier cri ».

### Consolidation de la première chaîne
Parallèlement, le 1er janvier 1965, TVE commence à diffuser — en phase de tests — une seconde chaîne de télévision, émettant en UHF (actuellement, La 2). La plupart des émissions « alternatives » passent sur ce nouveau canal, tandis que TVE 1 se recentre sur des productions plus « généralistes », ciblant toute la famille. La deuxième chaîne reste cependant assez confidentielle, la plupart des téléviseurs n'étant pas équipés pour recevoir l'UHF.
La croissance de la télévision espagnole s'accélère au cours des années 1960, période qui popularise certaines personnalités, véritables « pionniers », comme Laura Valenzuela ou le météorologue Mariano Medina. La mise à l'antenne de retransmissions sportives, matchs de football ou corridas, la multiplication des émissions de divertissement (notamment des jeux télévisés comme Cesta y puntos, Un millón para el mejor ou Un, dos, tres) et des séries américaines, participent à populariser la télévision, qui s'impose dans un nombre croissant de foyers. En 1964, plus d'un million de postes de télévision sont présents dans le pays, chiffre qui ne cesse d'augmenter par la suite, d'autant plus que le gouvernement supprime la taxe sur les produits de luxe sur les téléviseurs, et que les ménages plus modestes obtiennent la possibilité de les payer à crédit. De plus, en zones rurales, des téléspectateurs se mutualisent, créant des « Télé-Clubs » dont les membres se réunissent autour d'un poste de télévision.
De fait, de nombreux événements vont accélérer la consolidation de TVE et de sa première chaîne. L'un d'entre eux est la victoire de l'Espagne à l'Eurovision 1968 et l'organisation du gala par la TVE l'année suivante, l'autre point d'orgue étant les premiers pas de l'Homme sur la lune, événement commenté en direct par Jesús Hermida. En 1970, le parc de téléviseurs — 4 millions — atteint des proportions considérables.

#### la couleur
L'introduction de la couleur commence progressivement à partir de 1969, à l'occasion du Festival de l'Eurovision organisé à Madrid. Grâce à des caméras prêtées par la télévision britannique BBC, le gala est filmé en couleurs, mais en raison de carences du système de diffusion de la TVE, il apparaît néanmoins en noir et blanc sur les écrans du pays.
En réalité, pour les téléspectateurs espagnols, des émissions en couleurs sont mises en place sporadiquement à l'antenne jusqu'à l'été 1972, ou à l'occasion des Jeux olympiques d'été de 1972 la chaîne commence à diffuser ses émissions en couleur en proposant tous les jeux en couleur. En 1973, des émissions en couleur sont diffusées de façon régulière sur TVE1 (Le Telediario et certaines séries américaines notamment). Progressivement, TVE 1 va être diffusée en couleurs pour l'être intégralement dès le début 1978.

### TVE 1 et les débuts de la démocratie
Après la mort de Francisco Franco, la première chaîne maintient son statut de principale chaîne de télévision publique, avec une grille de programmes de caractère généraliste. Cependant, la fin de la dictature franquiste et le début de la transition permet l'arrivée de nouvelles émissions dont l'ambition est d'accompagner le processus démocratique dans le pays.

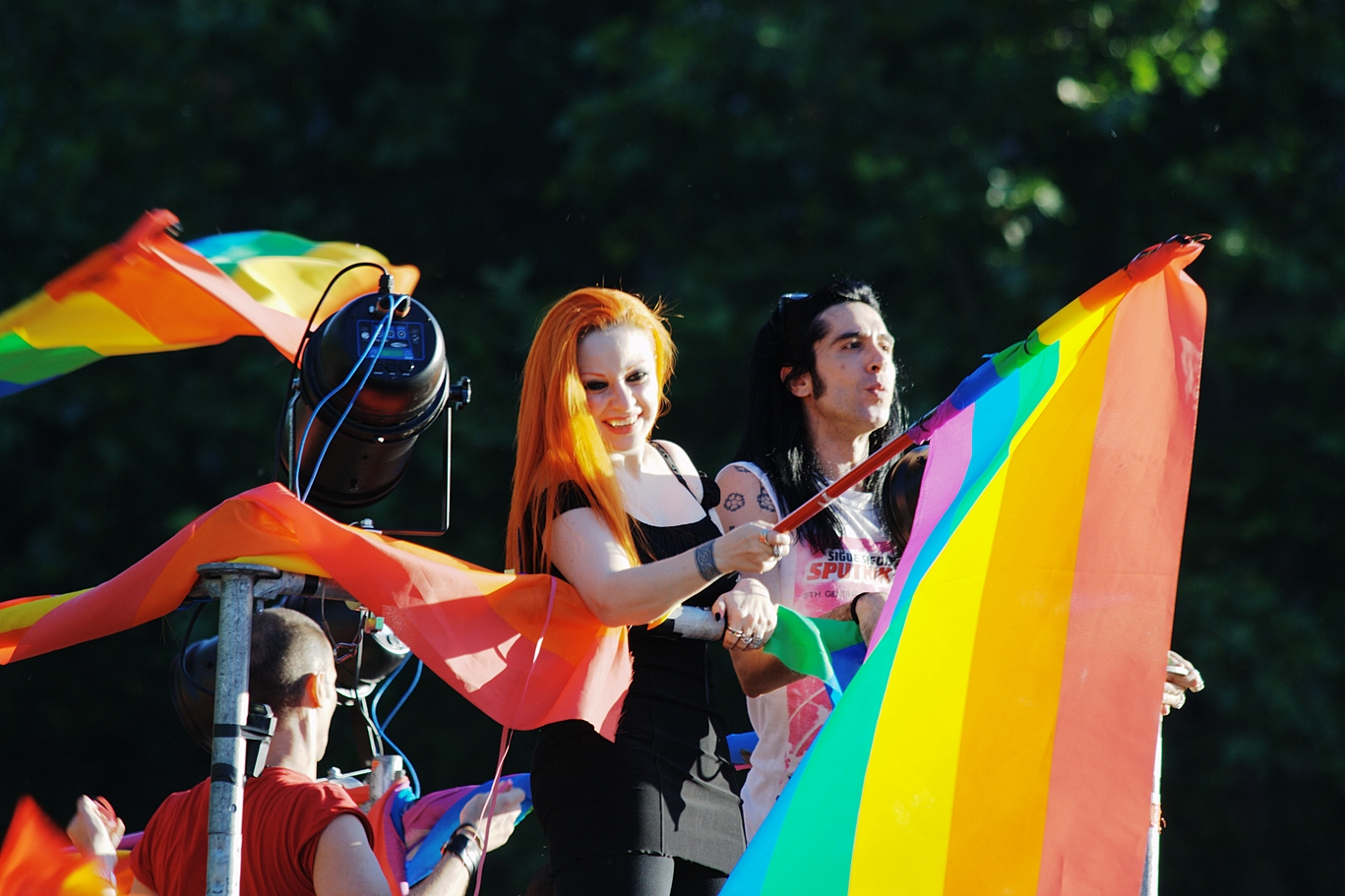
Olvido Gara, présentatrice du programme pour enfants La bola de cristal dans les années 1980.

Pour la première fois, les journaux télévisés s'ouvrent aux ex-opposants politiques, qui n'avaient jusqu'alors pas de réelle possibilité de faire valoir leurs opinions du fait de la censure imposée par Franco. Cette période voit également l'arrivée de nouvelles séries, au ton parfois décalé (Curro Jiménez, La barraca ou Los gozos y las sombras) qui rompent avec la programmation en vigueur jusque-là. La première chaîne accueille également de nouvelles séries américaines, comme Dallas et Falcon Crest. Véritables succès auprès du public, elles réunissent plus de 10 millions de téléspectateurs.
Dans les années 1980, de nouveaux programmes contribuent à donner une image plus dynamique de la chaîne, grâce à l'action respective de José María Calviño et de Pilar Miró, nommés directeurs de TVE. C'est l'époque des émissions « décalées » comme La bola de cristal ou El planeta imaginario. La grille des programmes laisse aussi une plus grande place aux fictions espagnoles et aux émissions humoristiques.
Le 13 janvier 1986, TVE 1 commence à émettre pour la première fois en matinée. Une nouvelle émission basée sur l'information, Buenos días, est mise à l'antenne à partir de 7 h 30. Un an plus tard, le magazine Por la mañana, présenté par Jesús Hermida fait son apparition. Des personnalités telles que Nieves Herrero et María Teresa Campos s'y font connaître.

### L'arrivée de la télévision privée
L'arrivée des chaînes de télévision privées pousse Televisión Española à restructurer ses deux chaînes. TVE 1 se positionne en concurrente directe de Antena 3 et Telecinco, avec une programmation plus offensive et commerciale. La plus grande partie des émissions culturelles ou « alternatives » sont déplacées sur La 2, remplacées par des séries, des telenovelas (Los ricos también lloran, Cristal, Abigaíl, Agujetas de color de rosa...) et des jeux.

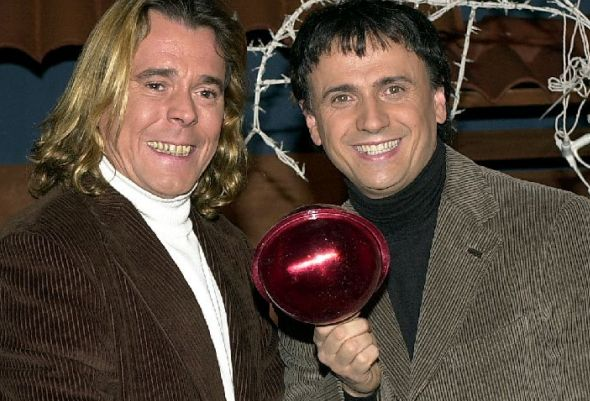
Le duo comique Cruz y Raya, formé par Juan Antonio Muñoz et José Sánchez Mota.

En 1995, TVE 1 devient officiellement La Primera, nom qu'elle conserve jusqu'en 2008. En dépit d'une perte de téléspectateurs consécutive à la fin du monopole de TVE et à la lutte acharnée avec la concurrence, la chaîne reste en première position en termes d'audiences pendant toutes les années 1990 et jusqu'au début des années 2000. Ce début de XXIe siècle est marqué par l'arrivée d'émissions populaires comme Cuéntame cómo pasó et Cruz y Raya (du nom du célèbre duo comique), mais aussi par les débuts de la téléréalité, avec le programme Operación Triunfo. Cette nouvelle forme de télévision — véritable phénomène de société dans de nombreux pays européens — est un succès, la première saison atteignant 60 % de parts d'audiences.
Après la défaite du Parti populaire en 2004, le nouveau président du gouvernement, José Luis Rodríguez Zapatero, réalise une série de changements drastiques. En dépit de bonnes audiences, certaines émissions, jugées « peu appropriées » sur une chaîne publique, sont supprimées, comme Noche de fiesta ou Operación Triunfo. En parallèle, les journaux télévisés subissent d'importantes modifications.
En 2004, pour la première fois de son histoire, La Primera perd son leadership, passant derrière Telecinco. À cette époque, TVE concentre ses efforts sur la production et sur la mise en place d'événements spéciaux. Ainsi, en 2008, rebaptisée La 1, elle revient en tête des audiences pendant quelques mois, puis de façon plus stable à partir de 2009. En 2010, à l'instar de ce qui est fait sur d'autres chaînes publiques européennes, la publicité est définitivement supprimée sur les chaînes de TVE.
La 1 HD a commencé ses émissions officielles le 31 décembre 2013 et retransmet les mêmes contenus que son signal conventionnel, mais en qualité d'image 720p à 50 photogrammes par seconde et système d'audio multicanal 5.1. Cette chaîne se substitue à TVE HD, qui a cédé son espace pour se reconvertir dans le signal de grande définition de la chaîne généraliste. Sa programmation est la même que La 1 en comprenant les décrochages territoriaux d’information de 14:00 et 16:00.

### Identité visuelle (logo)

Le premier logo de la TVE entre 1956 et 1962.
Logo de TVE de 1962 à 1982.
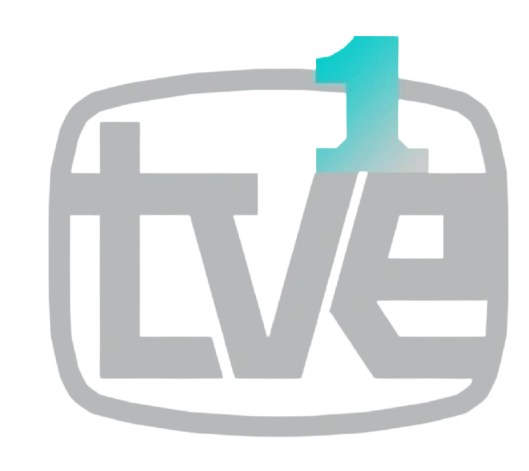
Logo de TVE 1 de 1975 au 13 juin 1982.
Logo de TVE 1 de 1982 à 1990.
Logo utilisé entre 1985 et 1986.
Logo de 1990 à septembre 1991.
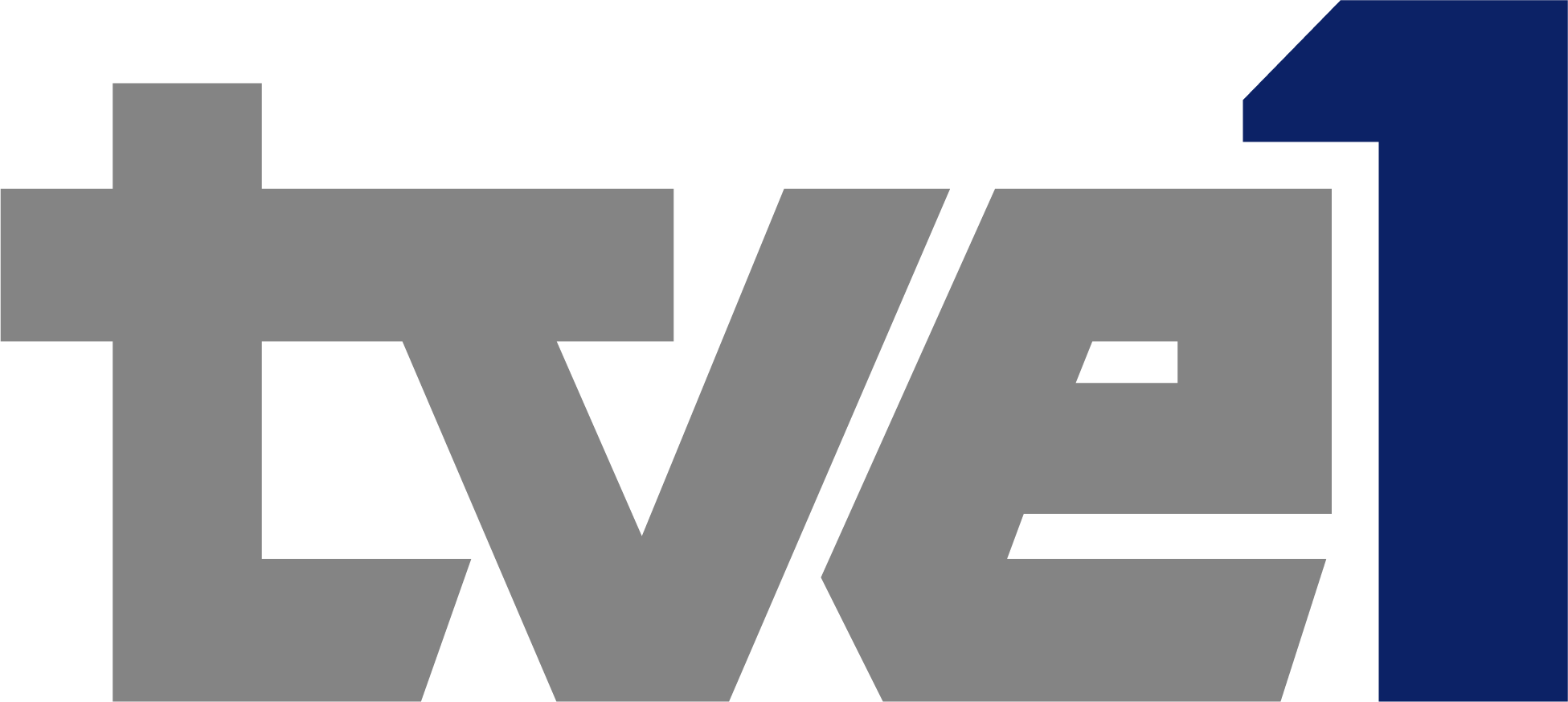
Logo de 1991 à 2003.
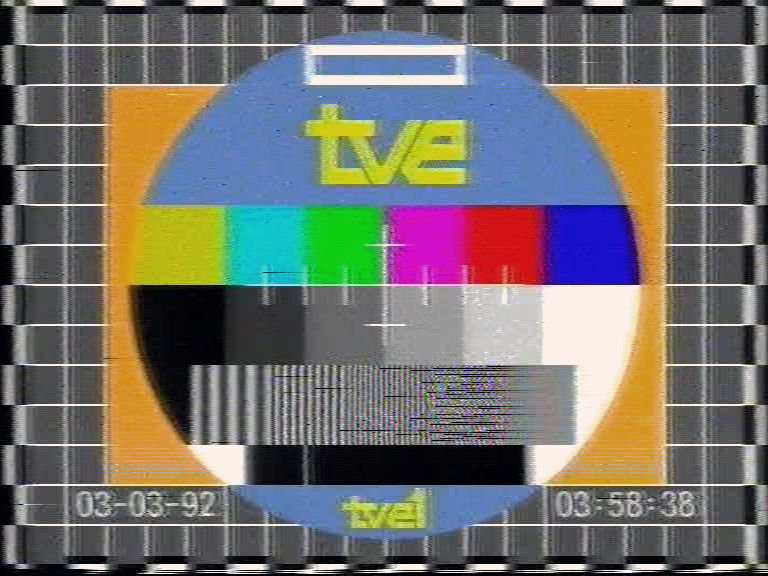
Carta de Ajuste TVE 1 1990-93
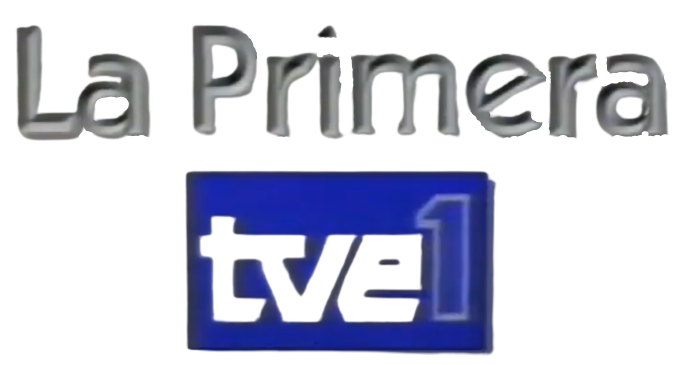
Logo alternatif de La Primera utilisé entre 1995 et 2003.
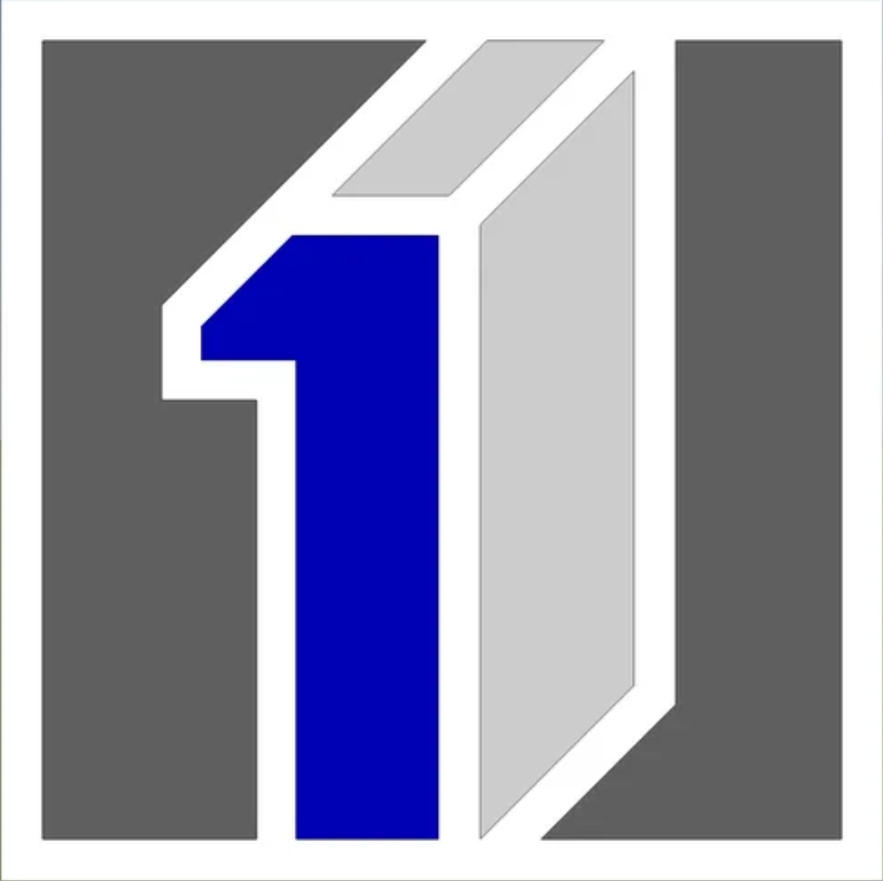
Logo de TVE 1 de septembre 1991 à septembre 1992.
Logo de septembre 1992 à 1994.
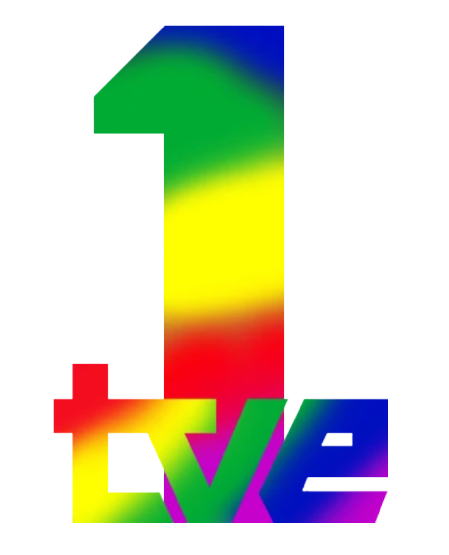
Logo de septembre 1994 à 1995
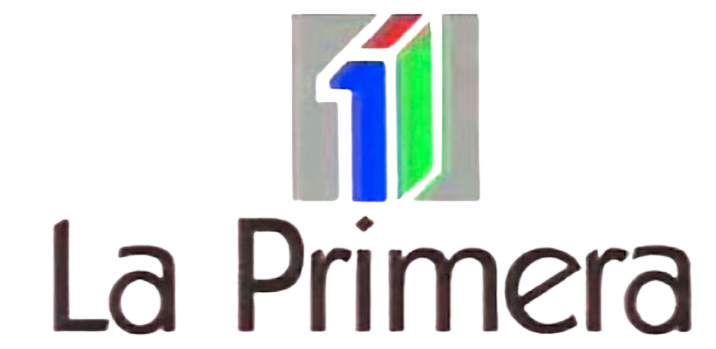
Logo de juillet 1995 à avril 1999.
Logo d'avril 1999 à avril 2003.
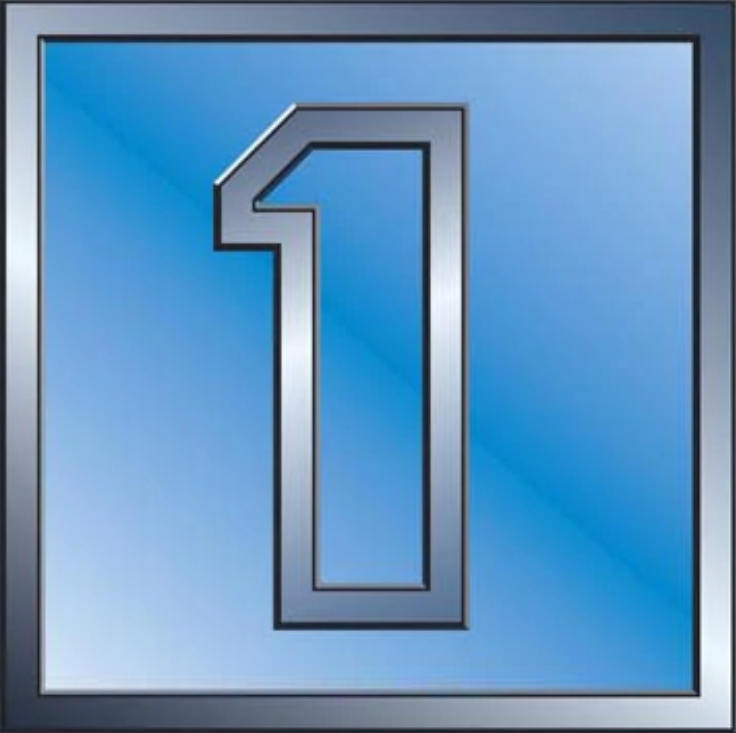
Logo de 2003 à 2006.
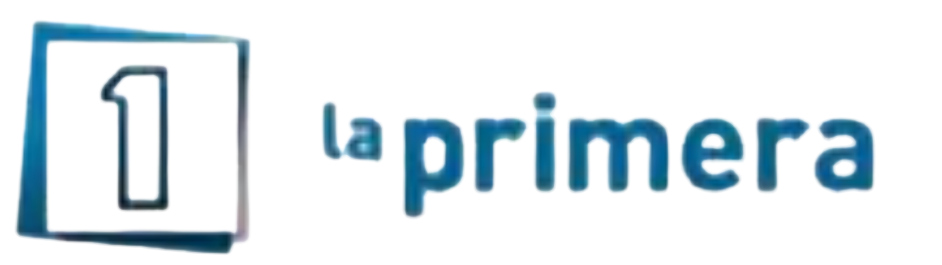
Logo de La Primera de 2006 à 2007.
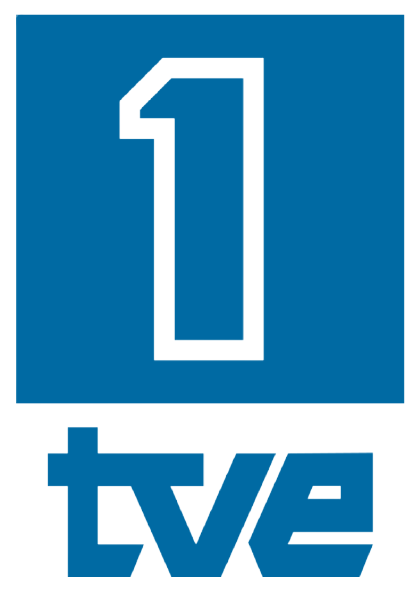
Logo de La Primera de 2007 à 2008.
Logo de La 1 depuis le 1er septembre 2008.

## Programmes
La programmation de La 1 est généraliste avec une prédominance de l'information. Le programme le plus suivi est le Telediario (journal télévisé) diffusé trois fois par jour. La nuit, la chaîne reprend le signal de la chaîne d'information en continu Canal 24 Horas. Parmi les autres émissions d'information reprises à l'antenne figurent également Informe Semanal, qui détaille l'actualité de la semaine, et +Gente, qui se focalise sur la société espagnole.
La Uno diffuse également des magazines, des divertissements, des débats, des films et des séries, ainsi que des retransmissions d'événements sportifs destinés à une large audience. La TVE a acquis les droits de la ligue des champions (football) et diffuse des matchs de la sélection espagnole. La chaîne reprend également certaines compétitions de tennis, le Tour de France et le tour d'Espagne.
La majorité des séries diffusées par La 1 sont des productions nationales, comme Cuéntame cómo pasó et Águila Roja. Des telenovelas sont également présentes à l'antenne, parmi lesquelles Amar en tiempos revueltos.

### Émissions
- Aguila Roja
- Cuéntame cómo pasó : fiction racontant l'Espagne à partir des années 1960.
- Amar en tiempos revueltos: fiction racontant la vie dans l'après-guerre des années 1950.
- 59 segundos : débats politiques.
- Informe Semanal : reportages d'actualité.
- España Directo : reportages quotidiens des quatre coins de l'Espagne.
- 112, héroes en la calle :  reportages avec les services de police, ambulances et pompiers.
- Repor : reportages de type social.
- En noches como esta : débats avec des personnalités du monde de la politique ou des artistes.
- Comando actualidad
- Españoles por el mundo
- Gente
- La mañana de La 1
- Los anuncios de tu vida
- Cine de barrio
- Corazon partido
- La noche en 24h
- Entre todos, émission de téléréalité
- Gata salvaje

## Information

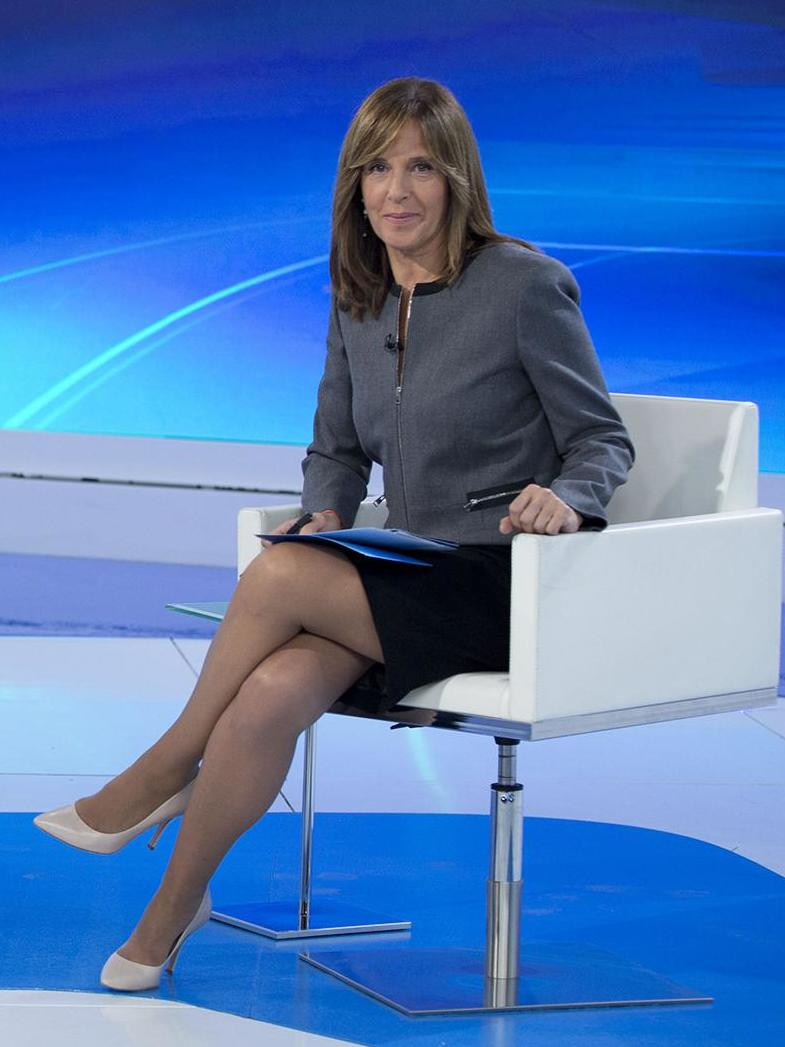
Ana Blanco présente le Telediario depuis 1991.

L'information de La 1 est principalement représentée par le Telediario (journal télévisé), à l'antenne depuis le 15 septembre 1957. Trois éditions sont diffusées quotidiennement : Telediario Matinal (à partir de 6 heures 30), Telediario 1 (15 heures) et Telediario 2 (21 heures). En début de matinée, avant le Telediario Matinal, La 1 reprend le signal de Canal 24 Horas, la chaîne d'information en continu du groupe TVE. Avant la création de cette chaîne, elle reprenait le signal d'Euronews.
En semaine, Telediario 1 est présenté par Ana Blanco, tandis que Telediario 2 est présenté par Pilar García Muñiz. Le week-end, la présentation des différentes éditions échoit au duo formé par  Pedro Carreño et Raquel Martínez Rabanal. Chaque journal télévisé dure une heure, et est suivi d'un bulletin météo approfondi. Il fait une synthèse de l'information nationale et internationale de la journée. Un temps accusé de manipuler l'information, le Telediario a pourtant remporté le prix de la meilleure information aux Media Tenor Global TV Awards en 2009, et le prix national de télévision en 2011.
Autre émission phare en matière d'information, Los desayunos de TVE, présenté depuis 2016 par Sergio Martín Herrera, est diffusé chaque matin après le Telediario Matinal. Au cours de cette émission, les principaux thèmes de l'actualité du jour sont abordés, en compagnie de personnalités politiques ou économiques.
Le directeur des services de l'information de la chaîne est, en 2012, Fran Llorente.

## Organisation

### Dirigeants
Voir les dirigeants de Televisión Española S.A.

### Capital
La Uno appartient à 100 % à la Televisión Española S.A. (TVE), filiale du groupe audiovisuel public Radiotelevisión Española (RTVE). Son financement provient de la publicité et de la redevance.
Depuis 2006, la chaîne est intégrée à la Corporación RTVE, et depuis début 2010, elle n'accueille plus de publicité dans ses émissions. Son financement provient des subventions de l'État et d'un impôt sur les bénéfices des compagnies de téléphonie et des groupes de télévision privés.

### Mission
Avant la Constitution de 1978, la télévision espagnole n'avait pas de statut légal. L'article 20 de la Constitution protège son droit « à communiquer ou à recevoir librement l'information par tout moyen de diffusion ».

## Audience
La Uno est la chaîne la plus suivie des chaînes du groupe TVE. Elle détenait ainsi les records d'audience en Espagne jusqu'à la fin du monopole de la TVE en 1989 et la création de trois chaînes privées. Son audience s'est depuis inexorablement érodée pour atteindre aujourd'hui 10 %.
|      | janvier | fevrier | mars   | avril  | mai    | juin   | juillet | août   | septembre | octobre | novembre | décembre | Moyenne annuelle |
| ---- | ------- | ------- | ------ | ------ | ------ | ------ | ------- | ------ | --------- | ------- | -------- | -------- | ---------------- |
| 1990 | -       | -       | -      | -      | 50,6 % | -      | -       | -      | 54,6 %    | -       | -        | -        | 52,4 %           |
| 1991 | -       | -       | -      | -      | -      | -      | -       | -      | -         | 41,5 %  | -        | -        | 43,0 %           |
| 1992 | -       | -       | -      | -      | -      | 32,1 % | -       | -      | -         | 31,6 %  | -        | -        | 32,5 %           |
| 1993 | 31,0 %  | 31,6 %  | 32,2 % | -      | 30,9 % | 30,9 % | 31,0 %  | 26,5 % | 27,1 %    | -       | -        | 28,7 %   | 29,8 %           |
| 1994 | 26,0 %  | 26,3 %  | 26,2 % | 26,6 % | 26,2 % | 27,8 % | -       | -      | -         | -       | -        | -        | 27,6 %           |
| 1995 | -       | -       | -      | 26,8 % | -      | -      | -       | -      | 27,7 %    | 26,5 %  | 26,9 %   | -        | 27,6 %           |
| 1996 | 28,2 %  | 28,2 %  | 29,5 % | 28,1 % | -      | 27,2 % | 26,5 %  | -      | 25,7 %    | 24,8 %  | 25,3 %   | -        | 26,9 %           |
| 1997 | 24,7 %  | 24,4 %  | 25,1 % | 24,0 % | 23,6 % | 24,3 % | 27,6 %  | 26,8 % | 25,6 %    | 24,9 %  | 25,0 %   | 26,4 %   | 25,1 %           |
| 1998 | 26,5 %  | 25,6 %  | 24,9 % | 25,2 % | 24,9 % | 25,8 % | 25,9 %  | 26,3 % | 25,0 %    | 25,6 %  | 25,4 %   | 25,9 %   | 25,6 %           |
| 1999 | 26,0 %  | 25,6 %  | 25,0 % | 24,7 % | 24,7 % | 23,4 % | 24,4 %' | 25,9 % | 25,0 %    | 24,8 %  | 25,0 %   | 24,6 %   | 24,9 %           |
| 2000 | 25,2 %  | 24,6 %  | 24,2 % | 24,1 % | 23,3 % | 23,9 % | 24,1 %  | 25,9 % | 24,1 %    | 24,7 %  | 24,7 %   | 25,4 %   | 24,5 %           |
| 2001 | 26,0 %  | 25,5 %  | 25,6 % | 24,2 % | 24,3 % | 22,5 % | 23,8 %  | 23,8 % | 24,2 %    | 24,1 %  | 25,3 %   | 27,0 %   | 24,8 %           |
| 2002 | 26,0 %  | 27,1 %  | 24,7 % | 24,7 % | 25,2 % | 23,5 % | 23,9 %  | 23,5 % | 23,9 %    | 24,6 %  | 24,0 %   | 24,6 %   | 24,7 %           |
| 2003 | 24,2 %  | 23,7 %  | 23,1 % | 23,6 % | 23,7 % | 23,1 % | 22,3 %  | 22,6 % | 22,9 %    | 23,9 %  | 24,0 %   | 23,4 %   | 23,4 %           |
| 2004 | 23,3 %  | 22,2 %  | 23,1 % | 22,4 % | 22,8 % | 21,5 % | 20,1 %  | 20,7 % | 19,5 %    | 19,2 %  | 20,2 %   | 20,9 %   | 21,4 %           |
| 2005 | 19,8 %  | 19,1 %  | 18,9 % | 19,4 % | 18,8 % | 20,1 % | 19,2 %  | 19,5 % | 19,3 %    | 20,5 %  | 20,5 %   | 19,5 %   | 19,6 %           |
| 2006 | 19,2 %  | 19,0 %  | 19,2 % | 18,8 % | 18,7 % | 17,2 % | 16,5 %  | 16,9 % | 17,7 %    | 18,2 %  | 17,8 %   | 19,2 %   | 18,3 %           |
| 2007 | 18,3 %  | 17,9 %  | 18,0 % | 17,3 % | 16,6 % | 16,3 % | 16,5 %  | 17,0 % | 16,2 %    | 17,1 %  | 17,2 %   | 17,6 %   | 17,2 %           |
| 2008 | 17,0 %  | 16,2 %  | 17,1 % | 16,6 % | 16,9 % | 15,4 % | 16,6 %  | 18,5 % | 16,4 %    | 17,2 %  | 17,2 %   | 17,9 %   | 16,9 %           |
| 2009 | 17,6 %  | 17,3 %  | 17,0 % | 16,1 % | 16,6 % | 15,7 % | 15,5 %  | 15,7 % | 15,7 %    | 16,3 %  | 16,6 %   | 16,6 %   | 16,4 %           |
| 2010 | 18,6 %  | 17,7 %  | 16,6 % | 15,7 % | 15,7 % | 15,3 % | 15,1 %  | 15,4 % | 15,3 %    | 15,2 %  | 15,2 %   | 15,5 %   | 16,0 %           |
| 2011 | 15,2 %  | 15,1 %  | 14,8 % | 14,7 % | 14,9 % | 14,6 % | 13,6 %  | 13,2 % | 13,9 %    | 14,6 %  | 14,6 %   | 14,6 %   | 14,5 %           |
| 2012 | 14,2 %  | 14,1 %  | 12,8 % | 13,0 % | 13,4 % | 11,5 % | 10,7 %  | 12,2 % | 11,1 %    | 11,5 %  | 10,6 %   | 10,8 %   | 12,2 %           |
| 2013 | 10,8 %  | 10,2 %  | 10,2 % | 10,1 % | 11,1 % | 9,6 %  | 9,6 %   | 9,3 %  | 9,9 %     | 10,4 %  | 10,0 %   | 10,0 %   | 10,1 %           |
| 2014 | 10,4 %  | 10,4 %  | 9,8 %  | 11,0 % | 10,3 % | 9,5 %  | 8,9 %** | 9,3 %  | 10,0 %    | 9,9 %   | 10,0 %   | 10,4 %   | 10,0 %           |
| 2015 | 10,4 %  | 10,2 %  | 10,0 % | 9,9 %  | 9,9 %  | 9,7 %  | 9,0 %   | 9,0 %  |           |         |          |          | -                |

Légende :
** Minimum historique
* Maximum historique
Fond vert : meilleur score mensuel de l'année.
Fond rouge : moins bon score mensuel de l'année.

## Slogans
- 1991-1993 : La Primera,
- 1993-1994 : La de todos,
- 1994-1996 : Lo mejor para todos,
- Noël 1995-1996 : Esta navidad todos en La Primera,
- Été 1996 : Este verano no salgas sin La Primera,
- 1996-1997 : Lo tuyo es La Primera,
- Noël 1996-1997 : Juntos por navidad,
- Été 1997 : Es otro verano,
- 1997-1998 : Va contigo,
- Noël 1997-1998 : Enciende tu navidad,
- Été 1998 : Sumérgete en TVE,
- 1998-1999 : De todo, para todos,
- Noël 1998-1999 : La ilusión de la navidad,
- Printemps - Eté 1999 : Naturalmente,
- 1999 - 2001 : Está en tu vida,
- Noël 1999 - 2000 : Esta navidad más que nunca, TVE está en tu vida,
- Hiver - Printemps 2000 : Preparados para el futuro,
- Été 2000 : Este verano más que nunca, está en tu vida,
- 2000 - 2001 : TÚ,
- Été 2001 : Este verano te vas a enamorar,
- 2001 - 2004 : La televisión de todos y cada uno. Líderes gracias a tí,
- Noël 2001 - 2002 : La navidad nos une,
- 2004 - 2006 : Contamos todos,
- Noël 2004 - 2005 : Una tele llena de amor. Es nuestro deseo,
- Noël 2005 - 2006 : Donde llega la televisión, llega la magia de la navidad,
- 2006 - 2007 : La televisión de todos,
- 2007 - 2008 : El sitio donde estar,
- Noël 2007 - 2008 : Esta navidad en La 1,
- Noël 2008 - 2010 : Es Navidad,
- Automne 2009 : Porque alguien lo quiere así. Tú,
- Hiver 2009 - Printemps 2010 : Bienvenidos a TVE
- Automne 2010-2011 : Parte de ti.